# Ламинци Брезици
Ламинци Брезици (Брезик Ламинци) су насељено мјесто на подручју града Градишка, Република Српска, БиХ. Овдје је рођен генерал ВРС Славко Лисица.

## Култура
Насеље је сједиште КУД Дукати. Сваког љета на Петровдан одржава се „Петровдански сабор фолклора“ у организацији КУД Дукати. Године 2012. одржан је шести Петровдански сабор. У насељу се налази и „Етно соба“ у којој су изложене народне ношње, ручни радови и покућство.

## Историја
У "Ламинцима Брезик" се 28/29. новембра 1937. догодио злочин: разбојници су секирама убили Михаила Лукића (70), сина Љубомира (21), снаху Стојку и унуке Милана и Владу (6 и 4) и смртно ранили служавку Миљу Гогић. Преживео је само 14-месечни Милован. Ђорђе Совиљ и Михаило Томић су у мају 1938. осуђени на смрт за овај злочин и обешени 26. августа.

## Становништво
| Националност       | 2013. | 1991.        | 1981.        | 1971.        | 1961. |
| Срби               |       | 867 (61,27%) | 846 (59,28%) | 829 (73,55%) |       |
| Муслимани          |       | 392 (27,70%) | 258 (18,07%) | 272 (24,13%) |       |
| Југословени        |       | 116 (8,19%)  | 243 (17,02%) |              |       |
| Хрвати             |       | 3 (0,21%)    | 3 (0,21%)    | 7 (0,62%)    |       |
| остали и непознато |       | 37 (2,61%)   | 77 (5,39%)   | 19 (1,68%)   |       |
| Укупно             | 1.974 | 1.415        | 1.427        | 1.127        |       |

| Демографија | Демографија | Демографија |
| Година      | Становника  | Становника  |
| ----------- | ----------- | ----------- |
| 1961.       | 1.019       |             |
| 1971.       | 1.127       |             |
| 1981.       | 1.427       |             |
| 1991.       | 1.415       |             |
| 2013.       | 1.974       |             |